# 10767 Тойомасу
10767 Тойомасу (10767 Toyomasu) — астероїд головного поясу, відкритий 22 жовтня 1990 року.
Тіссеранів параметр щодо Юпітера — 3,629.
Названо на честь Тойомасу (яп. とよます(豊増) тойомасу).